# 羅德曼海峽
65°52′S 66°0′W / 65.867°S 66.000°W
羅德曼海峽（Rodman Passage），是南極洲的海峽，位於比斯科群島，處於雷諾島和拉博島之間，由讓-巴蒂斯特·夏古率領的法國探險隊命名，現時由南極條約體系管理。